# Westboro (Wisconsin)
Westboro es un pueblo ubicado en el condado de Taylor en el estado estadounidense de Wisconsin. En el Censo de 2010 tenía una población de 684 habitantes y una densidad poblacional de 2,11 personas por km².

## Geografía
Westboro se encuentra ubicado en las coordenadas 45°20′7″N 90°27′52″O / 45.33528, -90.46444. Según la Oficina del Censo de los Estados Unidos, Westboro tiene una superficie total de 324.84 km², de la cual 321.42 km² corresponden a tierra firme y (1.05%) 3.42 km² es agua.

## Demografía
Según el censo de 2010, había 684 personas residiendo en Westboro. La densidad de población era de 2,11 hab./km². De los 684 habitantes, Westboro estaba compuesto por el 99.12% blancos, el 0% eran afroamericanos, el 0% eran amerindios, el 0% eran asiáticos, el 0% eran isleños del Pacífico, el 0.15% eran de otras razas y el 0.73% pertenecían a dos o más razas. Del total de la población el 1.75% eran hispanos o latinos de cualquier raza.